# Diecezja Roseau

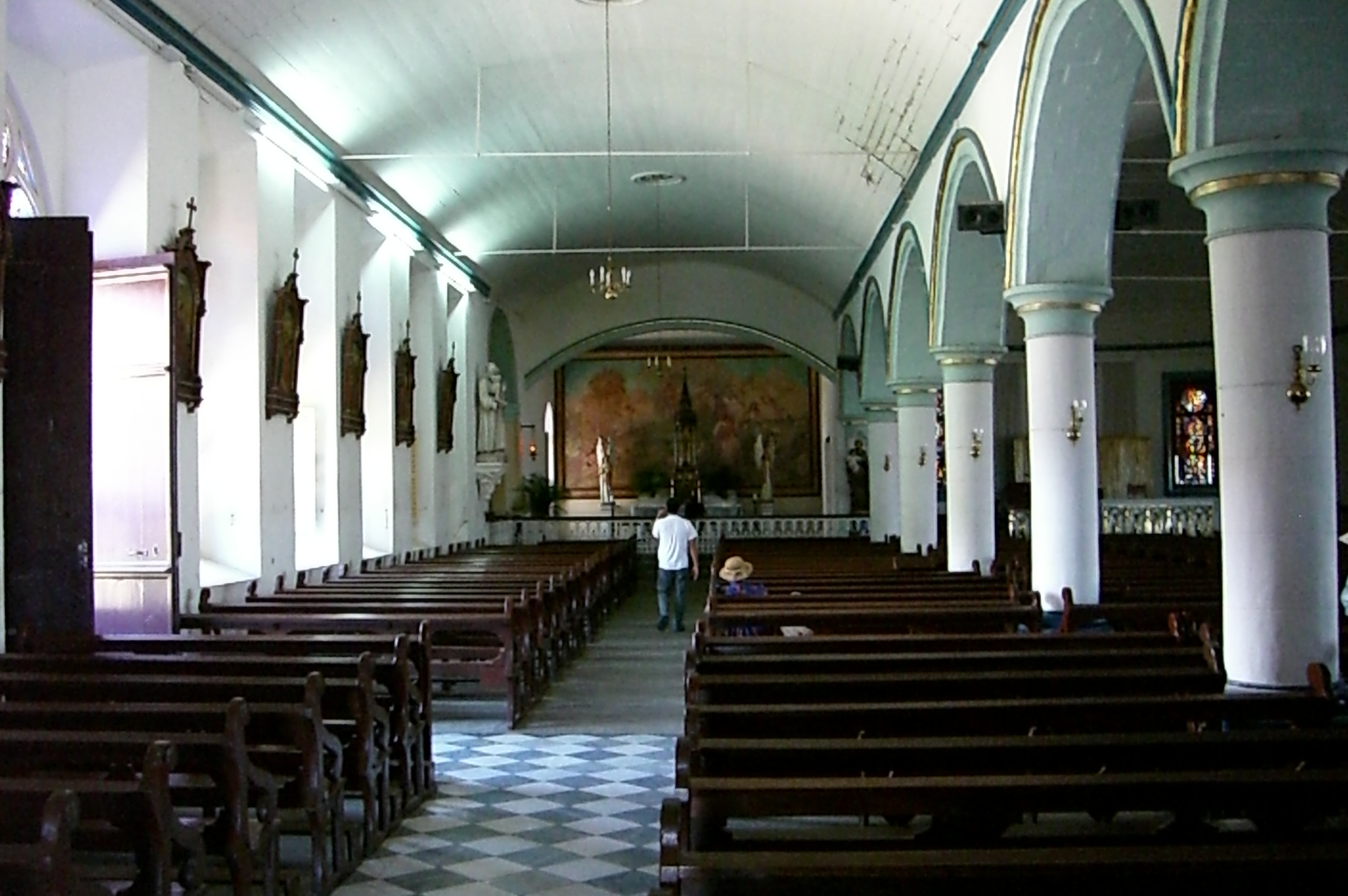
Wnętrze katedry w Roseau

Diecezja Roseau (łac.: Dioecesis Rosensis, ang.: Diocese of Roseau) – katolicka diecezja karaibska położona w środkowej części tego amerykańskiego terytorium. Obejmuje swoim zasięgiem: Dominikę. Siedziba biskupa znajduje się w katedrze Najświętszej Maryi Panny Słusznej Sprawy w Roseau.

## Historia
Diecezja Roseau została utworzona 30 kwietnia 1850 r. przez papieża Piusa IX z wydzielenia wyspy Dominiki z wikariatu apostolskiego Trynidadu (archidiecezji Port of Spain).

## Biskupi
- Ordynariusz: Kendrick Forbes (od 2024)

## Podział administracyjny
Diecezja Roseau dzieli się na 4 dekanaty, w skład których wchodzi 14 parafii:
- Dekanat południowo-zachodni:
  - Parafia Najświętszej Maryi Panny Słusznej Sprawy w Roseau (katedralna)
  - Parafia św. Alfonsa w Roseau
  - Parafia Naszej Pani z Fatimy w Roseau
  - Parafia św. Łukasza i św. Marka w Roseau

- Dekanat zachodni
  - Parafia św. Józefa w Presbytery
  - Parafia św. Piotra
  - Parafia św. Teresy
  - Parafia św. Pawła i św. Anny w Massacre
  - Parafia św. Jana

- Dekanat północno-wschodni
  - Parafia Naszej Pani La Soie w Wesley
  - Parafia św. Andrzeja w Vieille Case
  - Parafia Naszej Pani Wspomożycielki w Castle Bruce

- Dekanat południowo-wschodni
  - Parafia św. Patryka w Grand Bay
  - Parafia św. Franciszka Ksawerego w La Plaine

## Główne świątynie
- Katedra Najświętszej Maryi Panny w Roseau